# Flevoland du Sud
Le Flevoland du Sud (Zuidelijk Flevoland en néerlandais) est le quatrième et dernier polder construit dans le cadre des Travaux du Zuiderzee, il fait maintenant partie de la province de Flevoland des Pays-Bas.
Le polder a été construit entre 1959 et 1968 et a une taille de 430 kilomètres carrés.
Le polder comptait le 1er janvier 2007 : 200 808 habitants.
Almere est la plus grande ville du polder. 

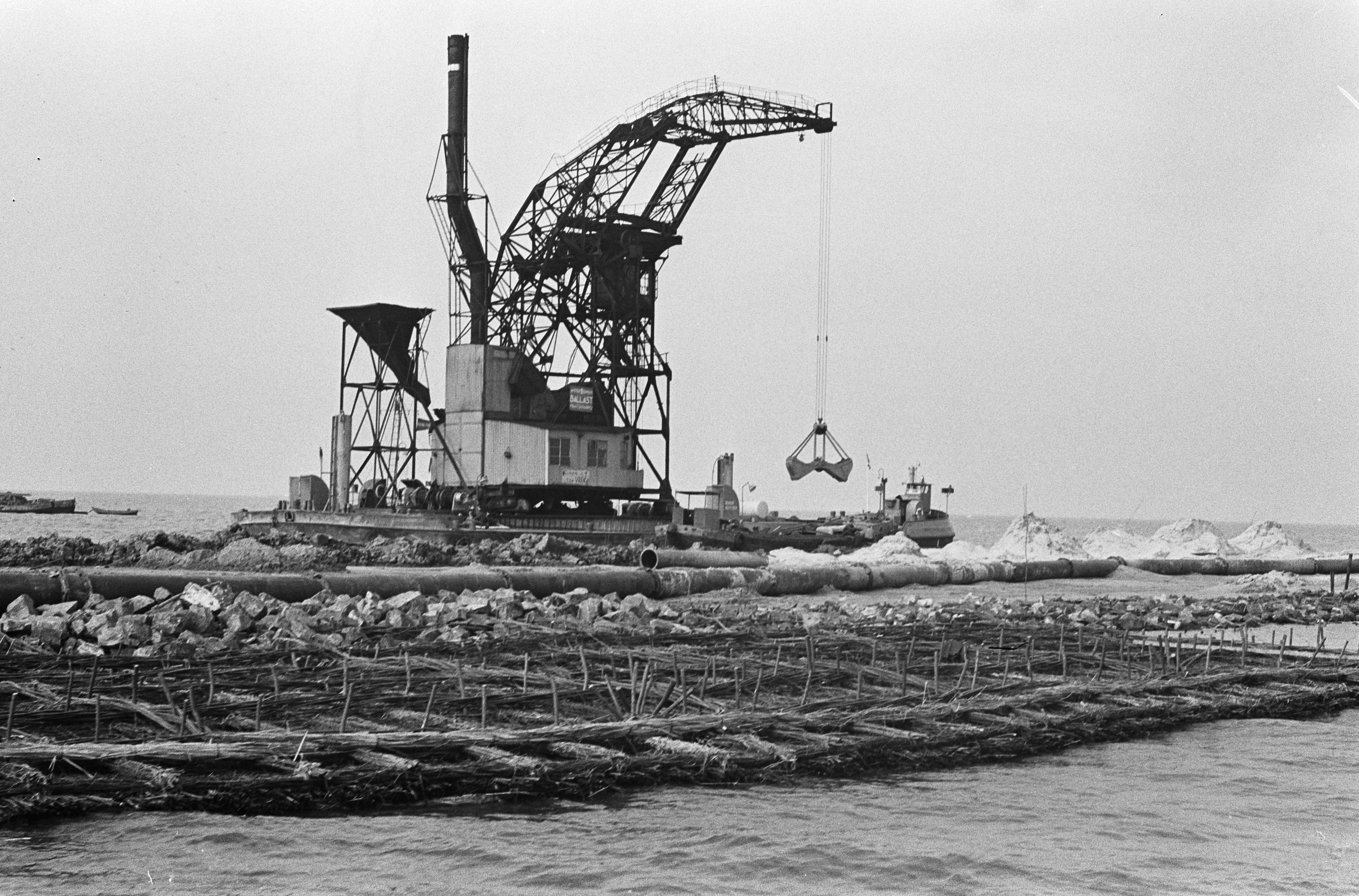
Drainage du polder près de Muiderberg (1963)

| \| Localisation du Zuiderzee dans le Monde \| Polder pilote Andijk · (1927) Amsteldiepdijk (1924) Afsluitdijk · (1932) Houtribdijk (1975) Knardijk (1956) Flevoland de l'Est · (1957) Flevoland du Sud · (1967) Noordoostpolder · (1942) Wieringermeer · (1930) IJsselmeer Markermeer Mer des Wadden Marken Urk Schokland Wieringen Amsterdam Hollande du Nord Ultrecht Frise Gueldre Overijssel Récupération Existant Eau douce Eau salée |
| Localisation du Zuiderzee dans le Monde |